# تشارلز إي. برنارد
تشارلز إي. برنارد (بالإنجليزية: Charles Bernard)‏ هو طيار أمريكي، ولد في 29 يوليو 1893 في بيفيرتون في الولايات المتحدة، وتوفي في 7 أكتوبر 1979.